# Estisch voetbalelftal in 1992
Het Estisch voetbalelftal speelde in totaal vijf officiële interlands in het jaar 1992, waaronder twee wedstrijden in de kwalificatiereeks voor de WK-eindronde 1994 in de Verenigde Staten. De ploeg stond onder leiding van bondscoach Uno Piir. Drie spelers kwamen in alle vijf duels in actie: doelman Mart Poom, verdediger Urmas Kirs en middenvelders Indro Olumets en Toomas Kallaste.

## Balans
| Wedstrijden | Wedstrijden | Wedstrijden | Wedstrijden | Doelpunten | Doelpunten | Doelpunten | Punten |
| Gespeeld    | Winst       | Gelijk      | Verlies     | Voor       | Tegen      | Saldo      | Punten |
| ----------- | ----------- | ----------- | ----------- | ---------- | ---------- | ---------- | ------ |
| 5           | 0           | 3           | 2           | 3          | 10         | –7         | 0.600  |

## Interlands
|                                                             |                     |       |                     |                                                                              |
| 3 juni Vriendschappelijk № 108 «onderlinge duels» 19:00 uur | Estland             | 1 – 1 | Slovenië            | Kadrioru Stadion, Tallinn Toeschouwers: 3.500 Scheidsrechter: Aho Eero (FIN) |
| 3 juni Vriendschappelijk № 108 «onderlinge duels» 19:00 uur | Aleksandr Puštov 5' |       | 73' Igor Benedejčič | Kadrioru Stadion, Tallinn Toeschouwers: 3.500 Scheidsrechter: Aho Eero (FIN) |

|                                             |                                       |       |                   |                                                                                         |
| 10 juli Baltic Cup № 109 «onderlinge duels» | Letland                               | 2 – 1 | Estland           | Daugava Stadion, Liepāja Toeschouwers: 1.200 Scheidsrechter: Anatolijus Rezepovas (LTU) |
| 10 juli Baltic Cup № 109 «onderlinge duels» | Ainars Linards 34' Ainars Linards 38' |       | 61' Indro Olumets | Daugava Stadion, Liepāja Toeschouwers: 1.200 Scheidsrechter: Anatolijus Rezepovas (LTU) |

|                                             |                     |       |                   |                                                                               |
| 11 juli Baltic Cup № 110 «onderlinge duels» | Litouwen            | 1 – 1 | Estland           | Daugava Stadion, Liepāja Toeschouwers: 500 Scheidsrechter: Roman Lajuks (LAT) |
| 11 juli Baltic Cup № 110 «onderlinge duels» | Vaidotas Slekys 27' |       | 64' Indro Olumets | Daugava Stadion, Liepāja Toeschouwers: 500 Scheidsrechter: Roman Lajuks (LAT) |

|                                                      |         | |             |                                                                                        |
| 16 augustus WK-kwalificatie № 111 «onderlinge duels» | Estland | 0 – 6 | Zwitserland | Kadrioru Stadion, Tallinn Toeschouwers: 2.412 Scheidsrechter: Michał Listkiewicz (POL) |
| 16 augustus WK-kwalificatie № 111 «onderlinge duels» |         | 12' Stéphane Chapuisat 29' Georges Bregy 46' Adrian Knup 66' Adrian Knup 68' Stéphane Chapuisat 84' Ciriaco Sforza |             | Kadrioru Stadion, Tallinn Toeschouwers: 2.412 Scheidsrechter: Michał Listkiewicz (POL) |

|                                                     |       |       |         |                                                                                  |
| 25 oktober WK-kwalificatie № 112 «onderlinge duels» | Malta | 0 – 0 | Estland | Ta' Qali Stadium, Ta' Qali Toeschouwers: 8.000 Scheidsrechter: Oğuz Sarvan (TUR) |
| 25 oktober WK-kwalificatie № 112 «onderlinge duels» |       |       |         | Ta' Qali Stadium, Ta' Qali Toeschouwers: 8.000 Scheidsrechter: Oğuz Sarvan (TUR) |

## Statistieken
| Mart Poom            | 1972-02-03 | FC Flora Tallinn | 5 | 0 | 0 | 5 | 0 |
| Verdediging          |            |                  |   |   |   |   |   |
| Urmas Kirs           | 1966-11-05 | FC Flora Tallinn | 4 | 1 | 0 | 5 | 0 |
| Igor Prins           | 1966-10-21 | FC Flora Tallinn | 4 | 0 | 0 | 4 | 0 |
| Risto Kallaste       | 1971-02-23 | FC Flora Tallinn | 3 | 0 | 0 | 3 | 0 |
| Viktor Alonen        | 1969-03-23 | FC Flora Tallinn | 2 | 1 | 0 | 3 | 0 |
| Urmas Kaljend        | 1964-07-24 | TVMK Tallinn     | 2 | 1 | 0 | 3 | 0 |
| Sergei Hohlov-Simson | 1972-04-22 | FC Flora Tallinn | 2 | 0 | 0 | 2 | 0 |
| Jaanus Veensalu      | 1964-07-29 | FC Flora Tallinn | 0 | 2 | 0 | 2 | 0 |
| Marek Lemsalu        | 1972-11-24 | FC Flora Tallinn | 0 | 1 | 0 | 1 | 0 |
| Middenveld           |            |                  |   |   |   |   |   |
| Indro Olumets        | 1971-04-10 | FC Flora Tallinn | 5 | 0 | 2 | 5 | 2 |
| Toomas Kallaste      | 1971-01-27 | FC Flora Tallinn | 5 | 0 | 0 | 5 | 0 |
| Meelis Lindmaa       | 1970-10-14 | FC Flora Tallinn | 4 | 0 | 0 | 4 | 0 |
| Tarmo Linnumäe       | 1971-11-11 | FC Flora Tallinn | 4 | 0 | 0 | 4 | 0 |
| Marko Kristal        | 1973-06-02 | FC Flora Tallinn | 3 | 2 | 0 | 5 | 0 |
| Sergei Ratnikov      | 1959-11-21 | JK Tervis Pärnu  | 3 | 1 | 0 | 4 | 0 |
| Urmas Hepner         | 1967-07-31 | KTP Kotka        | 3 | 0 | 0 | 3 | 0 |
| Martin Reim          | 1971-05-14 | FC Flora Tallinn | 3 | 0 | 0 | 3 | 0 |
| Aanval               |            |                  |   |   |   |   |   |
| Aleksandr Puštov     | 1964-03-09 | TP-Seinäjoki     | 3 | 0 | 1 | 3 | 1 |
| Lembit Rajala        | 1970-12-01 | FC Flora Tallinn | 0 | 1 | 0 | 1 | 0 |

EJL · A-internationals · Bondscoaches · Statistieken · Estisch vrouwenelftal · Olympisch elftal · Estland U21 · Estland U20 · Estland U19 · Estland U18 · Estland U17 · Estland U16
1920 – 1929 ·
1930 – 1939 ·
1940 – 1949 ·
1950 – 1990 · 
1990 – 1999 ·
2000 – 2009 ·
2010 – 2019 ·
2020 − 2029
OS 1924
1920 ·
1921 ·
1922 ·
1923 ·
1924 ·
1925 ·
1926 ·
1927 ·
1928 ·
1929 · 
1930 · 
1931 · 
1932 · 
1933 · 
1934 · 
1935 · 
1936 · 
1937 · 
1938 · 
1939 · 
1940 · 
1941 · 
1942 · 
1943 · 1944 · 
1945 · 
1946 · 
1947 · 
1948 · 
1949 · 
1950 – 1990 · 
1991 · 
1992 · 
1993 · 
1994 · 
1995 · 
1996 · 
1997 · 
1998 · 
1999 · 
2000 · 
2001 · 
2002 · 
2003 · 
2004 · 
2005 · 
2006 · 
2007 · 
2008 · 
2009 · 
2010 · 
2011 · 
2012 · 
2013 · 
2014 · 
2015 · 
2016 ·
2017 ·
2018 ·
2019 ·
2020
Albanië ·
Andorra ·
Angola ·
Antigua en Barbuda ·
Argentinië ·
Armenië ·
Azerbeidzjan ·
België ·
Bosnië-Herzegovina ·
Brazilië ·
Bulgarije ·
Canada ·
Chili ·
China ·
Cyprus ·
Denemarken ·
Duitsland ·
Ecuador ·
Egypte ·
El Salvador ·
Engeland ·
Equatoriaal-Guinea ·
Faeröer ·
Fiji ·
Filipijnen ·
Finland ·
Frankrijk ·
Georgië · 
Gibraltar ·
Griekenland ·
Hongarije ·
Hongkong ·
Ierland ·
IJsland ·
Indonesië ·
Irak ·
Israël ·
Italië ·
Jordanië ·
Kazachstan ·
Kirgizië ·
Kroatië ·
Letland ·
Libanon ·
Liechtenstein ·
Litouwen ·
Luxemburg ·
Malta ·
Marokko ·
Mexico ·
Moldavië ·
Montenegro ·
Nederland ·
Nieuw-Caledonië ·
Nieuw-Zeeland ·
Noord-Ierland ·
Noord-Macedonië ·
Noorwegen ·
Oekraïne ·
Oezbekistan ·
Oman ·
Oostenrijk ·
Polen ·
Portugal ·
Qatar ·
Roemenië ·
Rusland ·
Saint Kitts en Nevis ·
San Marino ·
Saoedi-Arabië ·
Schotland ·
Servië ·
Slovenië ·
Slowakije · 
Spanje ·
Tadzjikistan ·
Thailand ·
Trinidad en Tobago ·
Tsjechië ·
Turkije ·
Turkmenistan ·
Uruguay ·
Vanuatu ·
Venezuela ·
Verenigde Arabische Emiraten ·
Verenigde Staten ·
Vietnam ·
Wales ·
Wit-Rusland ·
Zweden ·
Zwitserland